# Taiwo Aladefa
Taiwo Aladefa (* 19. Dezember 1971) ist eine ehemalige nigerianische Hürdenläuferin, die sich auf den 100-Meter-Hürdenlauf spezialisiert hat. Über diese Distanz siegte sie 1995 bei den Afrikaspielen in Harare. Ihr Bruder Kehinde Aladefa war ebenfalls als Leichtathlet aktiv.

## Sportliche Laufbahn
Erste internationale Erfahrungen sammelte Taiwo Aladefa vermutlich im Jahr 1990, als sie bei den Juniorenweltmeisterschaften in Plowdiw mit 14,05 s im Halbfinale über 100 m Hürden ausschied. Im Jahr darauf gewann sie bei den Afrikaspielen in Kairo in 13,51 s die Silbermedaille hinter ihrer Landsfrau Ime Akpan und 1993 belegte sie bei der Sommer-Universiade in Buffalo in 13,55 s den sechsten Platz. Zudem gewann sie bei den Afrikameisterschaften in Durban in 13,50 s die Silbermedaille hinter Nicole Ramalalanirina aus Madagaskar. 1995 kam sie bei den Studentenweltspielen in Fukuoka im Finale über 100 m Hürden nicht ins Ziel und gewann mit der nigerianischen 4-mal-100-Meter-Staffel in 44,08 s die Bronzemedaille hinter den Teams aus den Vereinigten Staaten und Russland. Anschließend siegte sie in 12,98 s im Hürdenlauf bei den Afrikaspielen in Harare. Im Jahr darauf nahm sie an den Olympischen Sommerspielen in Atlanta teil und schied dort mit 13,11 s im Viertelfinale aus. 1997 kam sie bei den Weltmeisterschaften in Athen mit 13,16 s nicht über den Vorlauf hinaus und 2000 beendete sie ihre aktive sportliche Karriere im Alter von 29 Jahren.
In den Jahren 1993, 1995 und 1996 wurde Aladefa nigerianische Meisterin im 100-Meter-Hürdenlauf.

## Persönliche Bestzeiten
- 100 m Hürden: 12,87 s (0,0 m/s), 23. September 1995 in Johannesburg
  - 60 m Hürden (Halle): 7,95 s, 7. Februar 1996 in Gent